# Igor Jelnikar
Igor Jelnikar, slovenski košarkar, * 27. februar 1937, † 11. julij 2024.
Jelnikar je bil dolgoletni košarkar Olimpije, s katero je leta 1957 osvojil prvi naslov državnega prvaka Jugoslavije. Za jugoslovansko reprezentanco je leta 1959 odigral devetnajst tekem, nastopil je tudi na Evropskem prvenstvu 1959, kjer je z reprezentanco osvojil deveto mesto. Na prvenstvu je odigral tri tekme in dosegel štirinajst točk.